# クールホールディングス
株式会社クールホールディングス（KUHL Holdings co., ltd）は、日本の愛知県名古屋市緑区にある会社。通称は『KUHL』、『KUHLレーシング』、『クール』、『クールレーシング』。

## 概要
創業者は片岡孝裕。製薬会社のサラリーマンだったが、クルマ好きが高じて自身でショップを開きたいと思うようになり、ノウハウを得るために大手自動車販売業の「アップル」に転職。営業部長などを経て円満退社し、300万円を元手に2007年に自動車販売・整備・塗装業を行う株式会社ルーフコーポレーションを設立。2012年に新車によるコンプリートカーとエアロパーツのブランド『KUHL』を開始。2023年にはSUVをベース車とするコンプリートカーのブランド『VRARVA』を開始。

## 沿革
- 2007年 - 株式会社ルーフコーポレーションを設立[4]。
- 2011年 - 『KUHL 名古屋店』開店。新車コンプリートカー販売を開始[8]

。
- 2012年 - ブランド『KUHL』を立ち上げ[6]。エアロパーツの開発販売を開始[8]。
- 2014年 - 東京オートサロンへ出展開始[9][10]。
- 2015年
  - KUHL JAPAN株式会社設立[8]。
  - KUHL JAPAN WEST株式会社設立[8]。
  - 『KUHL PREMIUM名古屋店』開店。ミニバン部門参入[8]。
- 2016年 - 株式会社KITZ設立[8]。
- 2017年 - KUHL DESIGN STUDIOを設立[8]。
- 2018年 - 『KUHL さいたま店』開店[11]。
- 2019年
  - 株式会社クールホールディングス設立[8]。
  - 906事業部を設立[8]。
  - 『KUHL 栃木店』開店[12][13]。
- 2020年 - 『KUHL 大阪店』開店[14][15]。
- 2021年 - 株式会社花野井製作所をグループ編入[8]。
- 2022年
  - 『KUHL 福岡店』開店[16][17]。
  - 『KUHL KARS 愛知』開店[16][18]。
- 2023年
  - SUVのコンプリートカーのブランド『VRARVA』 を立ち上げ[19][20]。
  - 『VRARVA 名古屋』開店[21][22]。
  - 『KUHL DEPARTURE』開店[23][24]。
  - 『KUHL RACING 愛知豊明』開店[25]。

## 受賞歴
- 2015年 東京オートサロン - 「コンセプトカー部門」最優秀賞受賞。グランプリ受賞[26]。
- 2016年 大阪オートメッセ ‐ 総合グランプリ受賞[27]。
- 2017年 東京オートサロン - 「ミニバン・ワゴン部門」最優秀賞受賞[28]。
- 2018年 東京オートサロン - 「ミニバン・ワゴン部門」最優秀賞受賞[29]。
- 2019年 東京オートサロン - 「インポートカー部門」最優秀賞受賞。グランプリ受賞[30]。
- 2023年 東京オートサロン - 「SUV部門」最優秀賞受賞。グランプリ受賞[31]。
- 2024年 東京オートサロン - 「ドレスアップ・セダン部門」最優秀賞受賞[32]。

## 展開ブランド
KUHL RACING（クールレーシング）
コンプリートカー、エアロパーツのブランド。純正部品の交換や一部加工して取り付けるアグレッシブな商品群が中心。
KRUISE（クルーズ）
エアロパーツのブランド。純正の良さを活かす控えめなデザインの商品群が中心。
VRARVA（ブラーバ）
コンプリートカーのブランド。「サイバークロスレーシング」をコンセプトにSUVをベース車として展開。
VERZ-WHEELS（ヴェルズホイールズ）
ホイールのブランド。展開ブランド名としてVERZ-KRONE（ヴェルズクローネ）、VERZ-RACING（ヴェルズレーシング）、VERZ-KROSS（ヴェルズクロス）、LIMITED EDITION（リミテッドエディション）がある。
906 by KUHL
アパレルのブランド。